# Sacramento Monarchs 1997
La stagione 1997 delle Sacramento Monarchs fu la 1ª nella WNBA per la franchigia.
Le Sacramento Monarchs arrivarono terze nella Western Conference con un record di 10-18, non qualificandosi per i play-off.

## Roster
| N° | Naz.                   | Ruolo | Sportivo           | Anno | Alt. | Peso |
| -- | ---------------------- | ----- | ------------------ | ---- | ---- | ---- |
| 3  | Stati Uniti (bandiera) | G     | Chantel Tremitiere | 1969 | 168  | 64   |
| 5  | Stati Uniti (bandiera) | C     | Pamela McGee       | 1962 | 191  | 82   |
| 6  | Stati Uniti (bandiera) | G     | Ruthie Bolton      | 1967 | 175  | 68   |
| 7  | Stati Uniti (bandiera) | A     | Margold Clark      | 1971 | 191  | 75   |
| 7  | Stati Uniti (bandiera) | A     | Judy Mosley        | 1968 | 185  | 77   |
| 10 | Francia (bandiera)     | G     | Laure Savasta      | 1974 | 170  | 64   |
| 11 | Stati Uniti (bandiera) | G     | Yvette Angel       | 1963 | 173  | 73   |
| 13 | Stati Uniti (bandiera) | G     | Danielle Viglione  | 1975 | 178  | 71   |
| 20 | Stati Uniti (bandiera) | GA    | Corissa Yasen      | 1973 | 183  | 73   |
| 24 | Giappone (bandiera)    | G     | Mikiko Hagiwara    | 1970 | 175  | 73   |
| 30 | Stati Uniti (bandiera) | A     | Bridgette Gordon   | 1968 | 183  | 78   |
| 33 | Stati Uniti (bandiera) | C     | Denique Graves     | 1975 | 191  | 96   |
| 40 | Stati Uniti (bandiera) | C     | Tajama Abraham     | 1975 | 188  | 86   |
| 51 | Stati Uniti (bandiera) | A     | Latasha Byears     | 1973 | 180  | 93   |

## Staff tecnico
- Allenatori: Mary Murphy (5-10), Heidi VanDerveer (5-8)
- Vice-allenatori: Heidi VanDerveer (fino al 28 luglio), Yvette Angel